# Ceralocyna marcelae
Espèce
Ceralocyna marcelaeest une espèce de coléoptères de la famille des Cerambycidae. Elle a été décrite par Frank T. Hovore (d) et John A. Chemsak (d) en 2005.

## Étymologie
Son nom spécifique, marcelae, lui a été donné en l'honneur de Marcela L. Monné (d) qui a contribué à la détermination de certaines espèces et a récemment révisé, avec Dilma Solange Napp (d), les données concernant le genre Ceralocyna.

## Publication originale
- (es) Frank T. Hovore et John A. Chemsak, « Three new species of Ceralocyna Viana, 1971 from Mexico and Ecuador (Cerambycidae: Cerambycinae, Trachyderini, Ancylocerina) », Folia Entomológica Mexicana, vol. 44,‎ novembre 2005, p. 45-53 (ISSN 0430-8603 et 2448-4776, lire en ligne).